# مكشاف كروماتوغرافي

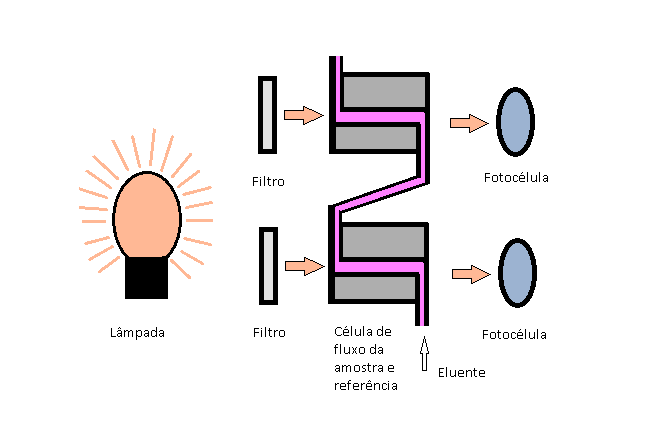
كاشف UV-Vis بطول موجي ثابت

المكشاف الكروماتوغرافيهو مكشاف يستخدم في الفصل الكروماتوغرافي للغاز (GC) أو اللوني السائل (LC) للكشف عن مكونات المزيج المصفى من العمود الكروماتوغرافي.
هناك نوعان عامان من أجهزة الكشف: مدمرة وغير مدمرة. تقوم المكاشيف المدمرة بتحويل مستمر لنفايات العمود (حرق ، تبخر أو خلط مع الكواشف) مع قياس لاحق لبعض الخصائص الفيزيائية للمواد الناتجة (البلازما ، الهباء الجوي أو خليط التفاعل). بالمقابل، تقوم المكاشيف غير المدمرة بقياس بعض خصائص العمود الموجود مباشرة (على سبيل المثال امتصاص الأشعة فوق البنفسجية) ، وبالتالي توفر مزيدًا من الاسترداد للتحليل.

## كاشفات مدمرة
جهاز الأيروسول المشحون (CAD)
    كاشف تأين اللهب (FID)
    كاشف قائم على الهباء (NQA)
    كاشف ضوئي لهب (FPD)
    كاشف الانبعاث الذري (بالدرهم)
    كاشف الفسفور النيتروجيني (NPD)
    جهاز تشتيت الضوء التبخيري (ELSD)
    مطياف الكتلة (MS)
    كاشف الموصلية كهربائيا (ELCD)
    كاشف السومون (SMSD)
    ميرا كاشف (MD)

## كاشفات غير مدمرة
كاشفات الأشعة فوق البنفسجية ، الطول الموجي الثابت أو المتغير ، والذي يتضمن كاشف صفيف الصمام الثنائي (DAD أو PDA). يتم قياس امتصاص الأشعة السينية للأشعة السينية بشكل مستمر بأطوال موجية واحدة أو متعددة. هذه هي أجهزة الكشف الأكثر شعبية بالنسبة إل LC.
 كاشف التوصيل الحراري (TCD). يقيس الموصلية الحرارية للشريط. تستخدم فقط في GC.
 كشف الفلورسنت. يشع المخلفات السائلة مع ضوء طول الموجة المحدد وقياس تألق السائل المتدفق عند طول موجي واحد أو عدة موجات. تستخدم فقط في LC
 كاشف التقاط الإلكترون (ECD). كاشف الأكثر حساسية المعروفة. يسمح للكشف عن الجزيئات العضوية التي تحتوي على الهالوجين ، والمجموعات نيترو الخ
 مراقبة الموصلية. يقيس باستمرار الموصلية من النفايات السائلة. تستخدم فقط في LC عندما يتم استخدام eluents موصل (الماء أو الكحول).
  كاشف ضوئي ، (PID). يقيس الزيادة في الموصلية الناتجة عن تأيين الغاز المتدفق بالأشعة فوق البنفسجية.
 جهاز كشف الانكسار (RI or RID). يقيس باستمرار معامل الانكسار من النفايات السائلة. تستخدم فقط في LC. أقل حساسية لجميع أجهزة الكشف. غالبا ما تستخدم في حجم استبعاد اللوني لتحليل البوليمر.
 كاشف التدفق اللاسلكي. يقيس النشاط الإشعاعي للمخلفات السائلة. يمكن أن يكون هذا الكاشف مدمراً إذا تمت إضافة كوكتيل التلألؤ بشكل مستمر إلى المخلفات السائلة.
يقيس الكاشف الفلكي باستمرار الزاوية البصرية لدوران المخلفات السائلة. يتم استخدامه فقط في LC عندما يتم تحليل مركبات chiral.